# Axel Paulsen
Axel Rudolf Paulsen, norveški umetnostni in hitrostni drsalec, * 18. julij 1855, Oslo, Norveška, † 1938
Je izumitelj skoka, ki ga izvajajo umetnostni drsalci in kotalkarji, in se po njem imenuje axel. Prvič ga je javno izvedel leta 1882 na mednarodnem tekmovanju na Dunaju, z drsalkami za hitrostno drsanje.